# José Roldán y Marín
José Roldán y Marín (n. Jaén, España; 27 de julio de 1844 - f. ib.; 20 de enero de 1897) fue un médico y cirujano que llegó a ser alcalde de la ciudad de Jaén y diputado provincial de Linares. Es conocido por su puesto de alcalde y por haber recibido la encomienda de la Orden de Isabel la Católica, además, en su honor se le dio nombre a la Calle Roldán y Marín en Jaén.

## Reseña biográfica

### Infancia y juventud
José Roldán y Marín nació en Jaén en el seno de una familia de clase alta. Sus padres eran Rafael Roldán Yáñez (17/08/1819-1889), un oficial de la Sub-Colecturía de Expolios del Obispado de Jaén, y María del Carmen Marín de la Linde (17/05/1824-1908), ambos naturales de Jaén. Era el mayor de 12 hermano/as. Entre sus hermanos podemos destacar a Antonio Roldán y Marín, farmacéutico y Presidente de la Diputación Provincial de Jaén en dos ocasiones, además de Matilde Roldán y Marín, casada con el político Federico Acosta y Meabe. Por parte de su hermano Rodrigo, fue tío del General Rafael Roldán Guerrero. 
A los 17 años, en 1861, entró a la universidad de Medicina de Madrid donde cursó los tres primeros años. Terminó su carrera en la Universidad de Cádiz.

### Siguiente etapa
El 24 de septiembre de 1867 fue nombrado 3º Médico Agregado al Hospital de San Juan de Dios de Jaén. Al año siguiente fue ascendido a 2º Médico agregado de dicho hospital. El 16 de julio de 1871 se le nombró 2º Ayudante Médico (honorífico) de Sanidad Militar, desempeñado en la plaza de Jaén. El 19 de mayo de 1872, por su gran talento como médico y aportación a la ciudad, se le concedió la Cruz de Isabel la Católica. El 7 de agosto de 1879 lo nombraron Concejal del Ayuntamiento de Jaén y a poco nombrado por el Ministro de Gobernación Alcalde-Presidente para el bienio 79-81. El 13 de abril de 1881 obtuvo el puesto de Alcalde de Jaén. El 9 de mayo de 1882 le fueron concedidos los honores de Jefe Superior de Administración. El 8 de enero de 1890 se le re-eligió alcalde de dicha ciudad. El 8 de septiembre de 1886 fue elegido Diputado Provincial por Linares. 
Junto a su activa vida política, desempeñó los cargos de Vocal de la Comisión permanente de Pósitos de la provincia de Jaén; de la de defensa contra la filoxera, además de ser socio de mérito y presidente de otras cuantas Sociedades. 
Una biografía publicada en el periódico EL INDUSTRIAL de Jaén el 20 de marzo de 1893 lo recuerda así;
" Cómo el Sr. Roldán desempeñó su cometido en todos estos cargos (refiriéndose a los mencionados anteriormente), lo dice claramente el recuerdo que de él se tiene en cada uno de los citados centros. Miles de enfermos curados por tan distinguido profesor y personal que sirvió a su lado en el Hospital, le tributan hoy justísimos elogios. Médico de la Sociedad Caja de Socorros, fue uno de los mejores defensores de los intereses de aquella Sociedad, pues cuidaba tanto de la asistencia de los enfermos como del estado financiero de la misma. De la actividad y celo desplegados como médico militar honorario y médico forense en la asistencia de heridos, reconocimiento y autopsias, responden varios certificados expedidos por los respectivos Gobernadores Militares y Jueces, en los que consta no haber sido jamás amonestado.
Alcalde de Jaén tuvo una administración modelo, que se hizo patente en la buena organización que dio a los diferentes negociados de las oficinas municipales, en el restaurado y decorado de las Casas Consistoriales, en la puntualidad con que se satisfacían tanto los haberes de empleados, como los demás servicios, y, por último, en la exactitud con que se cobraban los impuestos y arbitrios municipales, circunstancia esta última que le produjo no pocos disgustos y algún que otro enemigo.
Las principales mejoras que legó al pueblo de Jaén fueron, el acerado de gran número de calles, el camino a la estación del ferrocarril y la indemnización y derribo de la mayor parte de las casas para el ensanche de la Fontanilla, que fueron abonadas en su tiempo. En síntesis, el Sr. Roldán fue un alcalde que, sin extralimitarse jamás del presupuesto y contando sólo con los ingresos que de ordinario tiene nuestro Ayuntamiento, realizó mejoras de gran importancia y pagó todas las obligaciones de su época. Su administración fue para el pueblo de Jaén tan beneficiosa como la que llevó a la Sociedad Casino Primitivo. Elegido presidente de la citada Sociedad en momentos calamitosos para aquella, todos desconfiaban de poder salvar la situación que se venía encima, y, sin embargo, D. José Roldán, en dos años que duró su presidencia, hizo en el local reformas costosísimas, pagó cuanto se debía y dejó en caja más de 17.000 pesetas.
En cuanto a su gestión como Diputado provincial, estamos seguros de que su segunda elección fue recibida con aplauso y se la otorgaron los electores de Linares-Carolina como premio a su anterior comportamiento.
Político correcto, se afilió desde muy joven la bandera que enarboló el ilustre Duque de la Torre y jamás se separó de ella. D. Eduardo León Llerena y D. Juan Montilla han tenido en él siempre un amigo tan cariñoso y leal como temible para combatir al adversario, pudiendo asegurar que de doce años a esta parte , no había en Jaén un liberal que llevara más votos a las urnas. Tan claro es esto, que en las últimas elecciones se ha notado su falta de intervención y hasta creemos que la política liberal en Jaén presentaría otro cariz a no estar aquejado de larga y penosa enfermedad la personalidad que acabamos de biografiar. "  

## Vida personal
Contrajo matrimonio en 1867 con Dª Francisca Aguilera y Herreros de Tejada, en Jaén. Tuvieron tres hijos de los cuales dos fallecieron siendo menores de edad. El hijo mayor falleció a causa de difteria y la hija menor falleció por quemaduras al haberse incendiado su ropa al acercarse demasiado a una hoguera. Roldán y Marín, siendo médico, no pudo soportar el hecho de no haber podido salvar a su hija y eso le condujo a una severa depresión y una suave locura que finalmente le llevó a fallecer con tan sólo 52 años.

## Premios y reconocimientos
- Cruz de la Orden de Isabel la Católica (19/05/1872)